# Ross Noble
Ross Markham Noble (Newcastle upon Tyne, 5 de junio de 1976) es un actor y comediante británico, reconocido por sus shows de comedia en vivo y por aparecer en películas y series de televisión como Stitches (2012), It's a Date (2013), Nails (2017) y The Wishmas Tree (2019). En 2018 fue nominado a un Premio Laurence Olivier por su desempeño en el musical Young Frankenstein en el Teatro West End.

## Filmografía

### Cine y televisión
- 2021 - Cooked
- 2019 - The Wishmas Tree
- 2017 - The Circle
- 2017 - Nails
- 2016 - Halloween Comedy Shorts
- 2013 - It's a Date
- 2012 - Stitches
- 2011 - The Comic Strip Presents
- 2002 - Breeze Block